# Jeux FESPIC
Ne doit pas être confondu avec Jeux para-asiatiques.
Les Jeux FESPIC, ou Jeux handisports d'Extrême-Orient et du Pacifique Sud, sont une compétition multisports organisée environ tous les quatre ans, rassemblant les sportifs handisports des comités nationaux et territoriaux paralympiques d'Extrême-Orient et du Pacifique Sud.
La première édition a lieu en 1975. La compétition disparaît après l'édition de 2006 afin de laisser place aux Jeux para-asiatiques, la fédération FESPIC ayant été dissoute au profit du Comité paralympique asiatique (en).

## Éditions
| Édition | Année     | Ville hôte   | Pays         | Dates                            | Nations | Participants |
| ------- | --------- | ------------ | ------------ | -------------------------------- | ------- | ------------ |
| 1       | 1975 (en) | Ōita         | Japon        | 1er au 3 juin 1975               | 18      | 973          |
| 2       | 1977 (en) | Parramatta   | Australie    | 20 au 26 novembre 1977           | 16      | 430          |
| 3       | 1982      | Sha Tin      | Hong Kong    | 31 octobre au 7 novembre 1982    | 23      | 744          |
| 4       | 1986      | Surakarta    | Indonésie    | 31 août au 7 septembre 1986      | 19      | 834          |
| 5       | 1989      | Kobe         | Japon        | 15 au 20 septembre 1989          | 41      | 1646         |
| 6       | 1994      | Pékin        | Chine        | 4 au 10 septembre 1994           | 42      | 2081         |
| 7       | 1999 (en) | Bangkok      | Thaïlande    | 10 au 16 janvier 1999            | 34      | 2258         |
| 8       | 2002 (en) | Pusan        | Corée du Sud | 26 octobre au 1er novembre 2002  | 40      | 2199         |
| 9       | 2006 (en) | Kuala Lumpur | Malaisie     | 25 novembre au 1er décembre 2006 | 46      | 3641         |

## Nations membres
En novembre 2006, année de la dissolution de la fédération FESPIC, les comités nationaux et territoriaux paralympiques suivants sont membres de cette dernière :
- Afghanistan
- Arabie saoudite
- Australie
- Azerbaïdjan
- Bahreïn
- Bangladesh
- Bhoutan
- Birmanie
- Brunei
- Cambodge
- Chine
- Corée du Sud
- Émirats arabes unis
- Fidji
- Guam
- Hong Kong
- Inde
- Indonésie
- Iran
- Irak
- Japon
- Jordanie
- Kazakhstan
- Kirghizistan
- Kiribati
- Koweït
- Laos
- Liban
- Macao
- Malaisie
- Îles Mariannes du Nord
- Îles Marshall
- États fédérés de Micronésie
- Mongolie
- Nauru
- Népal
- Nouvelle-Calédonie
- Nouvelle-Zélande
- Ouzbékistan
- Pakistan
- Palaos
- Palestine
- Papouasie-Nouvelle-Guinée
- Philippines
- Qatar
- Îles Salomon
- Samoa
- Singapour
- Sri Lanka
- Syrie
- Tadjikistan
- Taipei chinois
- Thaïlande
- Timor oriental
- Tonga
- Turkménistan
- Tuvalu
- Vanuatu
- Viêt Nam
- Wallis-et-Futuna